# Ройт (Айфель)
Ройт (нем. Reuth) — община в Германии, в земле Рейнланд-Пфальц.
Входит в состав района Вульканайфель. Подчиняется управлению Обере Килль. Население составляет 211 человек (на 31 декабря 2010 года). Занимает площадь 7,15 км².